# Oskar Freiwirth-Lützow

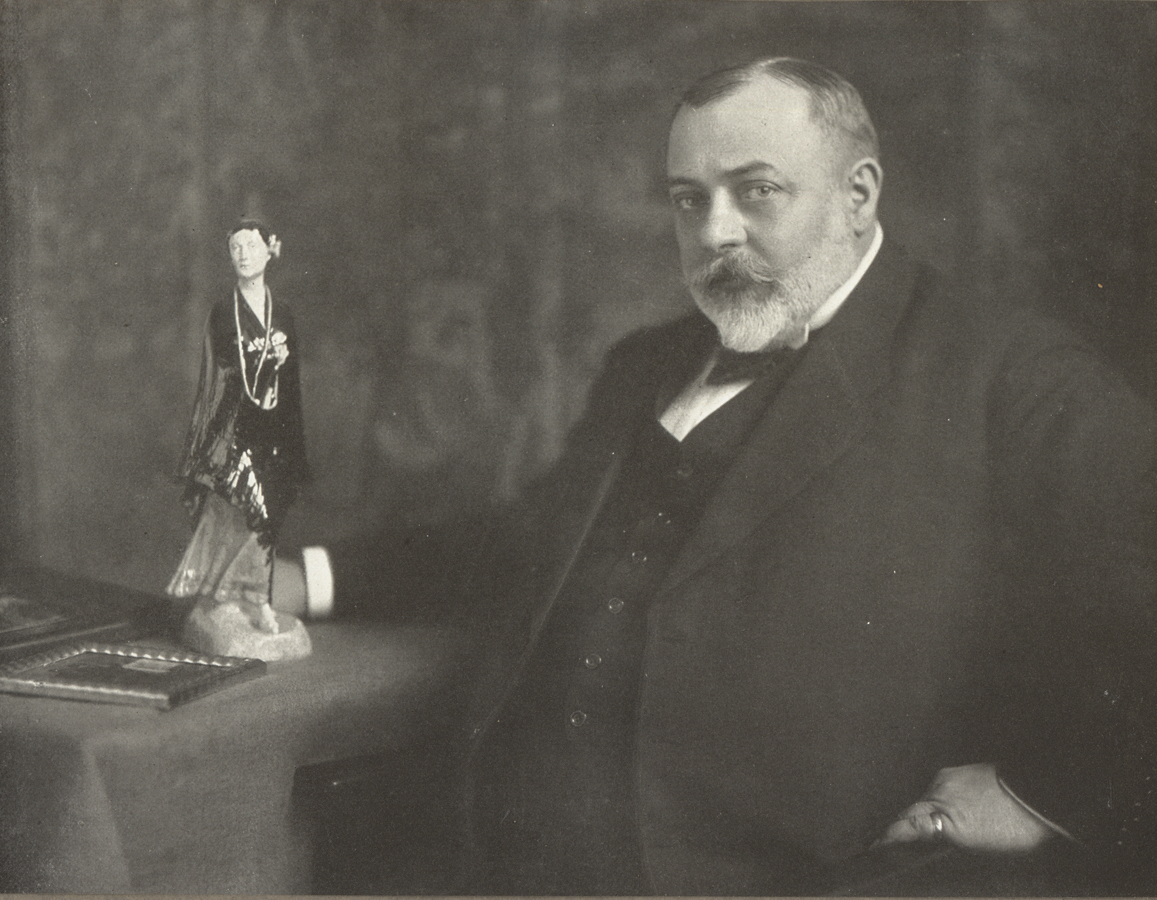
Oskar Freiwirth-Lützow, Foto 1912

Oskar Freiwirth-Lützow (* 12. Mai 1862 in Moskau; † 3. Mai 1925 in Füssen) war ein erfolgreicher Künstler, der im Stil des bürgerlichen Realismus um die Jahrhundertwende vom 19. zum 20. Jahrhundert malte.

## Familie
Oskar Lützow, geboren als Genfer Bürger, war Sohn des aus Potsdam stammenden Wilhelm Lützow und dessen Ehefrau Karolina Lützow, geborene Kunkel. Sein Vater war bei seiner Geburt als leitender Ingenieur bei der Staatsbahn Moskau–Sankt Petersburg angestellt. Die Mutter stammte aus einer schwedischen Kaufmannsfamilie, die nach St. Petersburg eingewandert war.
In zweiter Ehe war Karolina Lützow mit dem Generaldirektor der Phönix-Werke in Riga verheiratet, dem Ingenieur Oskar Freiwirth, der den Knaben adoptierte, daher Oskars Doppelname Freiwirth-Lützow.

## Kunststudium
Nach seinem Abitur in Stuttgart begann er in Bonn ein naturwissenschaftliches Studium. Bald nahm er dort privaten Zeichenunterricht bei Albert Küppers. Nach drei Jahren erklärte er dem Vater rundheraus, dass die Kunst es ihm angetan habe, und er bekam die Erlaubnis, die Kunstakademie Düsseldorf zu besuchen. 1880 bis 1882 studierte Freiwirth-Lützow an der Düsseldorfer Akademie, dem Zentrum der Düsseldorfer Schule. Sein dortiger Lehrer war Hugo Crola. Danach folgte ein Aufenthalt in der Kunstschule in Genf bei Barthélemy Menn. Dieser war Schüler von Ingres in Paris und Rom gewesen. Einen Studienaufenthalt verbrachte er 1883 in Rom im Atelier des Malers Giuseppe Ferrari. Ab 1883 war Freiwirth-Lützow in Paris, im Schüleratelier von Adolphe William Bouguereau und im Atelier von Toni Robert-Fleury, und wandte sich der Landschaftsmalerei zu, wo er – befreundet mit Theodor Rousseau, Corot und Delacroix – zu einem Anhänger der Schule von Barbizon wurde. In München arbeitete er mit dem amerikanischen Künstler Toby Edward Rosenthal in dessen Atelier zusammen.

## Künstlerkarriere

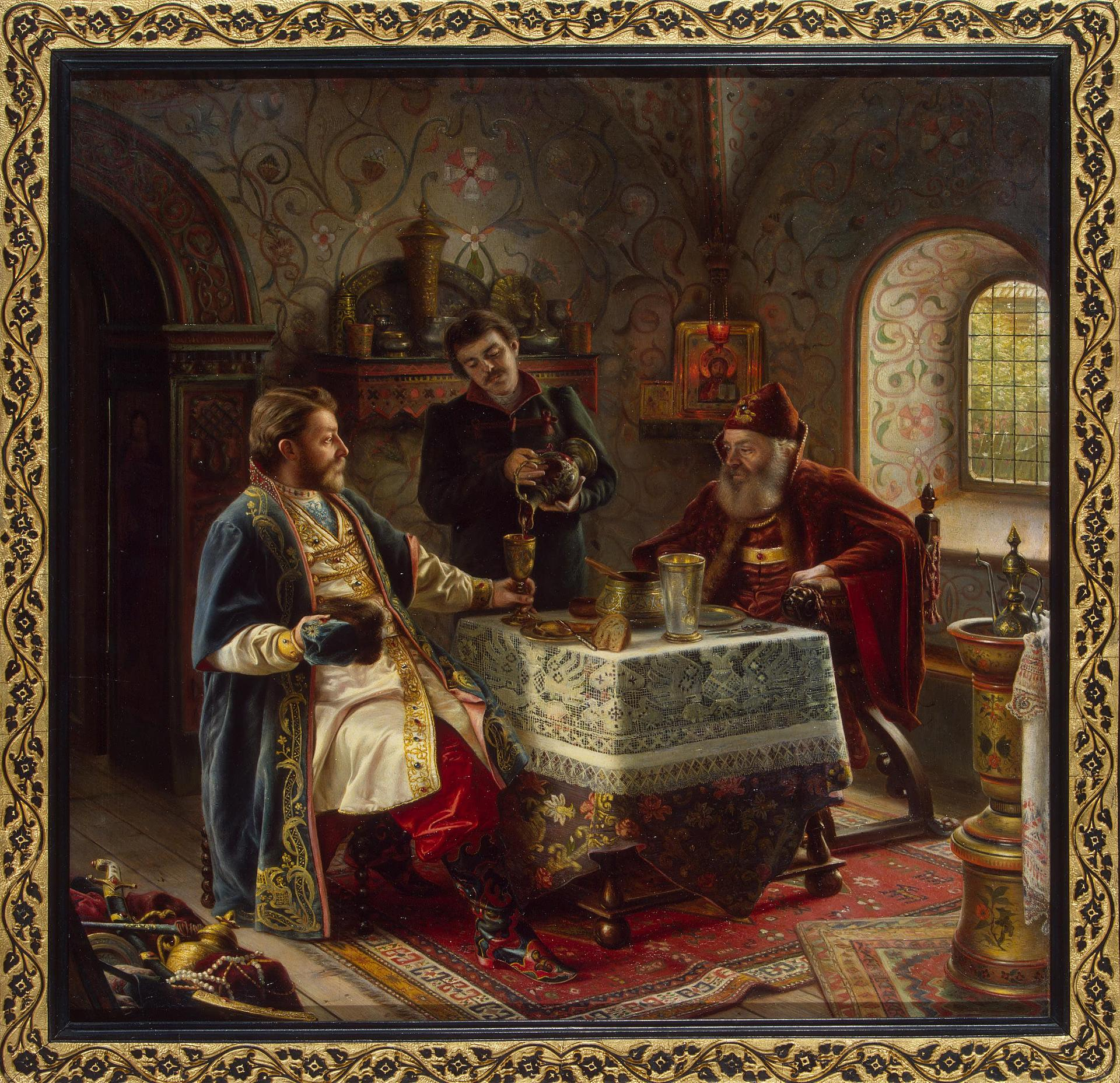
Ein lieber Gast, 1888

1884 begann seine selbständige Künstlerkarriere. Da es in München zu dieser Zeit sehr viele Künstler gab, „war es viel leichter Bilder zu malen, als zu verkaufen“ (Hermann Roth). 1886 erwarb er eine Villa in Schwabing und unterhielt dort ein eigenes Atelier. 1887 heiratete er in Tiflis Marie von Radde (* 15. Juli 1868 in
Borshom, Georgien; † 5. April 1947 in Füssen), die Tochter des Geographen und Naturforschers Gustav von Radde. Bald nach der Geburt der ersten Tochter, Tamara (1888–1944), zog er mit seiner Familie 1889 zurück nach St. Petersburg, wo sie zehn erfüllte Jahre verbrachten. 1890 beschickte er die St. Petersburger Frühjahrsausstellung mit dem Gemälde Ein lieber Gast, das sogleich von Großfürst Alexander Michailowitsch gekauft wurde. Sein Geschäft auf dem russischen Kunstmarkt begann zu florieren. Zar Nikolaus II. kaufte zunächst sein Bild Der Alchimist und 1901 Ein Alchimist mit Schülern. Die gesellschaftliche Anerkennung blieb nicht aus und er wurde Mitglied in der exklusiven Petersburger Künstlergesellschaft, wo man ihm sogar die Präsidentenstelle anbot. Doch 1899 kehrte er nach München zurück und setzte dort seine Künstlerkarriere erfolgreich fort. 1909 erhielt er in der Kunstausstellung im Münchner Glaspalast die zweite goldene Medaille für das Gemälde Die Gevatterin.
In München war er ein sehr gefragter Künstlerkollege. Er saß im Ausschuss der Münchner Künstlergenossenschaft, war Schatzmeister der Allgemeinen Deutschen Kunstgenossenschaft und erster Vorsitzender der Geselligen Vereinigung Münchner Künstler.

## Kunstproduktion und Erfolg
Oskar Freiwirth-Lützow zählte zu „den wenigen erfolgreichen Malern und Bildhauern der Epoche“, die geprägt war „von einer gewaltigen Überproduktion von Kunst in einem kaum noch überschaubaren Kunstbetrieb, in dem sich viele als Genie sahen und nur wenige Erfolg hatten. Über das Fortkommen entschieden die Kunstausstellungen, bei denen Jahr für Jahr Tausende von Bildern und Plastiken zum Kauf angeboten und ganz wenige Werke tatsächlich erworben wurden“ (Heinrich Klotz).
Künstlerisch finden wir bei Oskar Freiwirth-Lützow eine Synthese verschiedener Kunstrichtungen des letzten Viertels des 19. Jahrhunderts, von Hans Makart einerseits, Carl Spitzweg oder Wilhelm Leibl andererseits, da das Monumentalbild und dort das vermeintliche „Glück im Winkel“ oder den „Rückzug aufs Dorf“.
Der ökonomische Erfolg seines Kunstschaffens verdankte er auch seinem Gespür, der Nachfrage der potentiellen Käuferschichten zu entsprechen. „Diese Kunst gab sich freilich überwiegend käuferfreundlich und ließ dem Experiment wenig Raum“ (Heinrich Klotz). So blieb sein Schaffen weitgehend unberührt vom Malstil des Impressionismus.
1912 berichtete der Kunstkritiker Hermann Roth in seiner Reportage von einem Atelierbesuch bei Freiwirth-Lützow: „Viele Bilder kann man bei Freiwirth-Lützow nicht sehen, denn er ist in der glücklichen Lage, sie meist von der Staffelei weg zu verkaufen. Mit Russland teilen sich vorwiegend Deutschland, England und Amerika in dem Besitz seiner Bilder“.
Oskar Freiwirth-Lützow zog 1913 nach Faulenbach bei Füssen und starb dort am 3. Mai 1925. Er wurde auf dem Füssener Waldfriedhof in einem Ehrengrab beigesetzt.